# Jeroen Krupa
Jeroen Krupa (* 26. April 2003) ist ein deutscher Fußballspieler. Sein Profidebüt absolvierte er im Juli 2021 für den FC Ingolstadt 04.

## Karriere
Krupa spielte in der Jugend für den 1. FC Kaiserslautern und den TuS Mosella Schweich. Anschließend wechselte er 2020 in die Jugendabteilung des FC Ingolstadt 04.
Zu seinem ersten Einsatz in der 2. Fußball-Bundesliga kam er am 1. Spieltag der Saison 2021/22.
Nach regelmäßigen Einsätzen in der zweiten Mannschaft und mehreren Kurzauftritten in der A-Mannschaft in der Saison 2022/23 wurde sein Vertrag in Ingolstadt im Sommer 2023 verlängert. Im Sommer 2024 wechselte er zur zweiten Mannschaft des 1. FC Nürnberg.